# Hajck Karapetjan
Hajck Karapetjan (* 10. Februar 1990 in Jerewan, Armenische SSR) ist ein armenisch-deutscher Handballspieler. Er ist 1,85 m groß und wiegt 85 kg.
Karapetjan spielte für den deutschen Süd-Drittligisten HSC 2000 Coburg (Rückennummer 10) auf den Positionen Rückraum Mitte und Linksaußen. Im Sommer 2014 wechselte Karapetjan aus beruflichen Gründen in die Reservemannschaft vom HSC 2000 Coburg. 2017 wechselte er zur HG Kunstadt.
Karapetjan debütierte im November 2011 gemeinsam mit seinem Bruder Howhannes bei einem Vier-Nationen-Turnier gegen Russland, Usbekistan und Georgien in der Armenischen Nationalmannschaft. Mit 35 Toren war er erfolgreichster Werfer des Turniers.
Zuvor spielte er auch für die deutsche U-18-Nationalmannschaft.